# Cardiniidae
Famille
Genres de rang inférieur
- Lirotarte
- Tellidorella

Cardiniidae est une famille éteinte de mollusques bivalves.

## Liste des genres
Si le genre Cardinia fait sans doute partie de cette famille, l'appartenance ou non d'autres genres à cette famille est actuellement discutée. 
Selon Paleobiology Database (26 octobre 2019):

Arctocardinia - Cardinia - Cypricardinia - Isopristes - Minepharus - Pseudastarte - Tellidorella - Torastarte